# Liste der Kulturgüter in Bünzen
Die Liste der Kulturgüter in Bünzen enthält alle Objekte in der Gemeinde Bünzen im Kanton Aargau, die gemäss der Haager Konvention zum Schutz von Kulturgut bei bewaffneten Konflikten, dem Bundesgesetz vom 20. Juni 2014 über den Schutz der Kulturgüter bei bewaffneten Konflikten sowie der Verordnung vom 29. Oktober 2014 über den Schutz der Kulturgüter bei bewaffneten Konflikten unter Schutz stehen.
Objekte der Kategorie A sind im Gemeindegebiet nicht ausgewiesen, Objekte der Kategorie B sind vollständig in der Liste enthalten, Objekte der Kategorie C fehlen zurzeit (Stand: 1. Januar 2023). Unter übrige Baudenkmäler sind weitere geschützte Objekte zu finden, die in der Bau- und Nutzungsordnung der Gemeinde verzeichnet und nicht bereits in der Liste der Kulturgüter enthalten sind.

## Kulturgüter
| Foto |                                                                                    | Objekt                                                   | Kat. | Typ | Standort                                         | Beschreibung    |
| ---- | ---------------------------------------------------------------------------------- | -------------------------------------------------------- | ---- | --- | ------------------------------------------------ | --------------- |
| ja   | Datei hochladen · Wikidata zu Römisch-katholische Pfarrkirche St. Georg (Q2083025) | Römisch-katholische Pfarrkirche St. Georg KGS-Nr.: 00098 | B    | G   | Chilerain 8.3 667119 / 240413                    |                 |
| ja   | Datei hochladen · Wikidata zu St. Anna Kapelle (Q29575894)                         | St. Anna-Kapelle KGS-Nr.: 15321                          | B    | G   | Dorfstrasse 12.1 666858 / 240313                 |                 |
| ja   | Datei hochladen · Wikidata zu Fähnrichhaus (Q29575889)                             | Fähnrichhaus KGS-Nr.: 15325                              | B    | G   | Waldhäusern, Unterdorfstrasse 10 666177 / 242271 |                 |
| ja   | Datei hochladen · Wikidata zu Freienhof (Q29575890)                                | Freienhof KGS-Nr.: 15326                                 | B    | G   | Bremgartenstrasse 2 667001 / 240387              |                 |
| BW   | Datei hochladen · Wikidata zu Grundhof (Q29575891)                                 | Grundhof KGS-Nr.: 15327                                  | B    | G   | Waldhäusern, Grundhof 666257 / 242291            |                 |
| ja   | Datei hochladen · Wikidata zu Nothelferkapelle (Q29575892)                         | Nothelferkapelle KGS-Nr.: 15328                          | B    | G   | Im Hübel 3.1 666864 / 239983                     |                 |
| BW   | Datei hochladen · Wikidata zu Rütihof (Q29575893)                                  | Rütihof KGS-Nr.: 15329                                   | B    | G   | Rütihof, Waldhausernstrasse 666762 / 240612      | Fabrikantenhaus |

## Übrige Baudenkmäler
| ID  | Foto |                                                                         | Objekt                | Typ | Standort                                        | Beschreibung |
| --- | ---- | ----------------------------------------------------------------------- | --------------------- | --- | ----------------------------------------------- | ------------ |
| 901 | BW   | Datei hochladen                                                         | Pfarrhaus             | G   | Chilerain 2 667176 / 240418                     |              |
| 902 | ja   | Datei hochladen · Wikidata zu Bauernhaus (17. Jahrhundert) (Q115633213) | Bauernhaus            | G   | Dorfstrasse 25–27 666800 / 240031               |              |
| 903 | ja   | Datei hochladen · Wikidata zu Gasthaus zum Hirschen (Q115634112)        | Gasthaus zum Hirschen | G   | Dorfstrasse 17 666832 / 240109                  |              |
| 904 | ja   | Datei hochladen                                                         | Bauernhaus            | G   | Bünzstrasse 3 666868 / 240103                   |              |
| 905 | ja   | Datei hochladen                                                         | Bauernhaus            | G   | Dorfstrasse 15 666869 / 240139                  |              |
| 906 | ja   | Datei hochladen                                                         | Wohnhaus              | G   | Mühlegasse 4 666761 / 240202                    |              |
| 907 | ja   | Datei hochladen                                                         | Wohnhaus              | G   | Dorfstrasse 16c 666803 / 240213                 |              |
| 908 | ja   | Datei hochladen                                                         | Wohnhaus              | G   | Dorfstrasse 8 666884 / 240357                   |              |
| 910 | ja   | Datei hochladen                                                         | Wohnhaus              | G   | Waldhäusern, Unterdorfstrasse 8 666191 / 242232 |              |
| 911 | ja   | Datei hochladen                                                         | Wohnhaus              | G   | Waldhäusern, Dorfstrasse 6 666264 / 242171      |              |
| 912 | ja   | Datei hochladen                                                         | Wohnhaus              | G   | Waldhäusern, Dorfstrasse 4 666276 / 242147      |              |

Legende: Siehe Legende der Liste der Kulturgüter von nationaler und regionaler Bedeutung. Anstelle der KGS-Nummer wird als Objekt-Identifikator (ID) die Inventar- oder Gebäudenummer in der Bau- und Nutzungsordnung der Gemeinde verwendet.